# Segona Divisió
Die Segona Divisió ist die zweithöchste Fußballliga in Andorra. Sie wurde 1999 gegründet. In der Liga spielen derzeit sechs Mannschaften um den Aufstieg in die Primera Divisió, der höchsten andorranischen Liga. Am Saisonende steigt der Tabellenerste auf und der Zweitplatzierte hat noch die Chance über die Play-offs gegen den Neunten der Primera Divisió aufzusteigen. Es gibt unter der Segona Divisió keine weitere Liga mehr in Andorra, sodass es auch keine Absteiger gibt.

## Teilnehmer Saison 2025/26
Folgende fünf Mannschaften spielen in der Segona Divisió 2025/26:
- FS La Massana (Absteiger)
- CF Atlètic Amèrica
- FC Rànger’s B
- UE Santa Coloma B
- FC City Escaldes

## Bisherige Meister und Aufsteiger
- 1999/2000 – FC Lusitanos
- 2000/01 – FC Rànger’s
- 2001/02 – Racing d’Andorra (nach der Saison ausgeschlossen – FC Cerni stieg auf)
- 2002/03 – UE Engordany
- 2003/04 – Atlètic Club d’Escaldes
- 2004/05 – FC Santa Coloma B (durfte nicht aufsteigen, so dass UE Extremenya als Zweiter aufrückte)
- 2005/06 – FC Encamp
- 2006/07 – Casa Estrella de Benfica
- 2007/08 – UE Santa Coloma
- 2008/09 – FC Encamp
- 2009/10 – Casa Estrella de Benfica
- 2010/11 – FC Lusitanos B (durfte nicht aufsteigen, so dass FC Rànger’s als Zweiter aufrückte)
- 2011/12 – FC Encamp
- 2012/13 – FC Ordino
- 2013/14 – UE Engordany
- 2014/15 – Penya Encarnada d’Andorra
- 2015/16 – CE Jenlai
- 2016/17 – Inter Club d’Escaldes
- 2017/18 – FC Ordino
- 2018/19 – Atlètic Club d’Escaldes
- 2019/20 – Penya Encarnada d’Andorra
- 2020/21 – FC Ordino
- 2021/22 – Penya Encarnada d’Andorra
- 2022/23 – FC Pas de la Casa
- 2023/24 – FS La Massana
- 2024/25 – CE Carroi